# Mircea Dobrescu
Mircea Dobrescu est un boxeur roumain né le 5 septembre 1930 à Cotorca, et mort le 6 août 2015.

## Carrière
Il participe aux Jeux olympiques d'été de 1956 en combattant dans la catégorie des poids mouches. Il parvient en finale mais est battu par le britannique Terence Spinks et remporte finalement la médaille d'argent.

### Parcours auxJeux olympiques
Jeux olympiques d'été de 1956 à Melbourne (poids mouches) :
- Bat Federico Bonus (Philippines) aux points
- Bat Ray Perez (États-Unis) aux points
- Bat John Caldwell (Irlande) aux points
- Perd contre Terence Spinks (Grande-Bretagne) aux points